# Puente de la Amistad entre Tailandia y Laos
El Puente de la Amistad entre Tailandia y Laos (en tailandés: สะพานมิตรภาพ ไทย-ลาว แห่งที่; en lao: ຂົວມິດຕະພາບ ລາວ-ໄທ ແຫ່ງທຳອິດ) es un puente sobre el río Mekong, que conecta la provincia de Nong Khai y la ciudad de Nong Khai en Tailandia con Prefectura Vientián en Laos, la ciudad de Vientián está a aproximadamente 20 km del puente. Con una longitud de 1170 m, el puente tiene dos carriles de carretera de 3,50 m de ancho, dos aceras de 1,50 m de ancho y una única vía férrea en el medio.